# Escurçonera

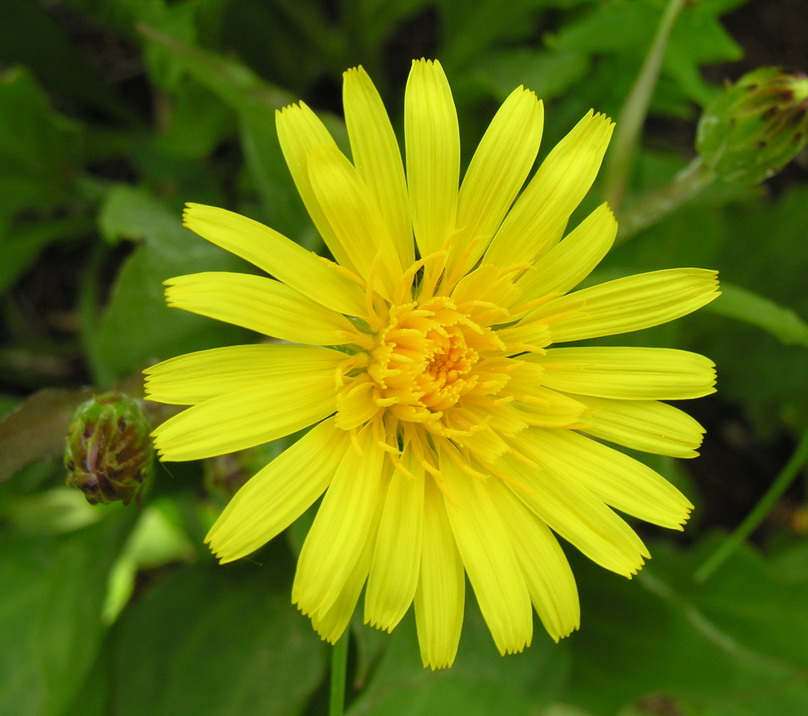
Escurçonera nana (Scorzonera humilis)

Escurçonera (Scorzonera) és un gènere de plantes angiospermes de la família de les asteràcies (Asteraceae). Són plantes natives d'Europa, Àsia i el nord d'Àfrica.
Algunes espècies són comestibles i fins i tot es correen, la més coneguda és Scorzonera hispanica, coneguda com a escurçonera o herba escurçonera.

## Descripció
Són plantes herbàcies perennes o bianuals amb una arrel cilíndrica. Les fulles tenen una forma que va de linears a el·líptiques o ovades, sovint formen una roseta basal i són peciolades, en canvi les caulinars són sèssils. Les flors es troben agrupades en capítols amb més de 12 flors de color groc o blanc, l'involucre acostuma a tenir vàries fileres de bràctees. El fruit és un aqueni glabre amb papus.

## Taxonomia
Aquest gènere va ser publicat per primer cop l'any 1753 al segon volum de l'obra Species Plantarum del botànic suec Carl von Linné (1707-1778).

### Espècies
Dins del gènere Scorzonera es reconeixen les 86 espècies següents:
- Scorzonera adilii A.Duran
- Scorzonera alaica Lipsch.
- Scorzonera alba R.R.Stewart
- Scorzonera albertoregelia C.Winkl.
- Scorzonera albicaulis Bunge
- Scorzonera alborzensis S.R.Safavi & Amini Rad
- Scorzonera alpigena (K.Koch) Grossh.
- Scorzonera angustifolia L.
- Scorzonera aniana N.Kilian
- Scorzonera argyrea Boiss.
- Scorzonera aristata Ramond ex DC.
- Scorzonera armeniaca (Boiss. & A.Huet) Boiss.
- Scorzonera boissieri Lipsch.
- Scorzonera bracteosa C.Winkl.
- Scorzonera bungei Krasch. & Lipsch.
- Scorzonera bupleurifolia Pouzolz ex Timb.-Lagr. & Jeanb.
- Scorzonera calcitrapifolia Vahl
- Scorzonera cana (C.A.Mey.) Hoffm.
- Scorzonera charadzae Papava
- Scorzonera coriacea A.Duran & Aksoy
- Scorzonera crassicaulis Rech.f.
- Scorzonera dianthoides (Lipsch. & Krasch.) Lipsch.
- Scorzonera drarii V.Tackh.
- Scorzonera ekimii A.Duran
- Scorzonera franchetii Lipsch.
- Scorzonera gageoides Boiss.
- Scorzonera gokcheoglui Ünal & Göktürk
- Scorzonera gorovanica Nazarova
- Scorzonera grigoraschvilii (Sosn.) Lipsch.
- Scorzonera grossheimii Lipsch. & Vassilcz.
- Scorzonera helodes Rech.f.
- Scorzonera hieraciifolia Hayek
- Scorzonera hondae Kitam.
- Scorzonera humilis L.
- Scorzonera idae (Sosn.) Lipsch.
- Scorzonera iliensis Krasch.
- Scorzonera isophylla Post
- Scorzonera ispahanica Boiss.
- Scorzonera joharchii S.R.Safavi
- Scorzonera karabelensis Parolly & N.Kilian
- Scorzonera karkasensis Safavi
- Scorzonera kirpicznikovii Lipsch.
- Scorzonera kozlowskyi Sosn. ex Grossh.
- Scorzonera lachnostegia (Woronow) Lipsch.
- Scorzonera laciniata L.
- Scorzonera lafranchisiana Kit Tan & Vold
- Scorzonera lindbergii Rech.f.
- Scorzonera luntaiensis C.Shih
- Scorzonera mariovoensis Micevski
- Scorzonera meshhedensis (Rech.f.) Rech.f.
- Scorzonera meyeri (K.Koch) Lipsch.
- Scorzonera pacis Güzel, Kayıkçı & S.Yıldız
- Scorzonera pamirica C.Shih
- Scorzonera parviflora Jacq.
- Scorzonera persepolitana Boiss.
- Scorzonera petrovii Lipsch.
- Scorzonera pulchra Lomak.
- Scorzonera purpurea L.
- Scorzonera racemosa Franch.
- Scorzonera radiata Fisch. ex Ledeb.
- Scorzonera radicosa Boiss.
- Scorzonera renzii Rech.f.
- Scorzonera rosea Waldst. & Kit.
- Scorzonera rupicola Hausskn. ex Bornm.
- Scorzonera safievii Grossh.
- Scorzonera schischkinii Lipsch. & Vassilcz.
- Scorzonera schweinfurthii Boiss.
- Scorzonera scopariiformis Lipsch.
- Scorzonera scyria M.A.Gust. & Snogerup
- Scorzonera serpentinica Rech.f.
- Scorzonera sinensis (Lipsch. & Krasch.) Nakai
- Scorzonera songorica (Kar. & Kir.) Lipsch. & Vassilcz.
- Scorzonera sublanata Lipsch.
- Scorzonera tadshikorum Krasch. & Lipsch.
- Scorzonera taiwanensis S.S.Ying
- Scorzonera tragopogonoides Regel & Schmalh.
- Scorzonera transiliensis Popov
- Scorzonera tuberculata J.Thiébaut
- Scorzonera turkestanica Franch.
- Scorzonera tuzgoluensis A.Duran, B.Doğan & Makbul
- Scorzonera vavilovii Kult.
- Scorzonera verrucosa Boiss.
- Scorzonera virgata DC.
- Scorzonera yemensis Podlech
- Scorzonera yildirimlii A.Duran & Hamzaoğlu
- Scorzonera zorkunensis Coșkunç. & Makbul

### Sinònims
Els següents noms científics són sinònims heterotípics de Scorzonera:
- Achyroseris Sch.Bip.
- Arachnospermum F.W.Schmidt
- Fleischeria Hochst. & Steud. ex Boiss.
- Kilicia Yıld.
- Podospermum DC.
- Yildirimlia Kılıç